# Stanislav Genčev
Stanislav Petrov Genčev (in bulgaro Станислав Петров Генчев?; Drjanovo, 20 marzo 1981) è un allenatore di calcio ed ex calciatore bulgaro, di ruolo centrocampista.

## Statistiche

### Allenatore

#### Club
Statistiche aggiornate al 5 novembre 2017.
| Stagione        | Squadra         | Campionato      | Campionato | Campionato | Campionato | Campionato | Coppe nazionali | Coppe nazionali | Coppe nazionali | Coppe nazionali | Coppe nazionali | Coppe continentali | Coppe continentali | Coppe continentali | Coppe continentali | Coppe continentali | Altre coppe | Altre coppe | Altre coppe | Altre coppe | Altre coppe | Totale | Totale | Totale | Totale | Vittorie % |   |
| Stagione        | Squadra         | Comp            | G          | V          | N          | P          | Comp            | G               | V               | N               | P               | Comp               | G                  | V                  | N                  | P                  | Comp        | G           | V           | N           | P           | G      | V      | N      | P      | %          |   |
| --------------- | --------------- | --------------- | ---------- | ---------- | ---------- | ---------- | --------------- | --------------- | --------------- | --------------- | --------------- | ------------------ | ------------------ | ------------------ | ------------------ | ------------------ | ----------- | ----------- | ----------- | ----------- | ----------- | ------ | ------ | ------ | ------ | ---------- | - |
| 2004-2005       | Levski Sofia    | A-PFG           | 15         | 3          | 6          | 6          | CB              | 2               | 2               | 0               | 0               | -                  | -                  | -                  | -                  | -                  |             |             |             |             |             | 17     | 5      | 6      | 6      | 29,41      | - |
| Totale carriera | Totale carriera | Totale carriera | 15         | 3          | 6          | 6          |                 | 2               | 2               | 0               | 0               |                    | -                  | -                  | -                  | -                  |             | -           | -           | -           | -           | 17     | 5      | 6      | 6      | 29,41      |   |

## Palmarès

### Giocatore

#### Club
- Campionato bulgaro: 1

Levski Sofia:1999-2000
- Coppa di Bulgaria: 5

Levski Sofia: 1999-2000, 2002-2003, 2004-2005
Liteks Lovec: 2007-2008
Ludogorets: 2011-2012